# 连续线性算子
在泛函分析和数学相关领域，连续线性算子(英語：continuous linear operator)或连续线性映射(英語：continuous linear mapping)是拓扑向量空间之间的连续线性变换。
两个赋范空间之间的算子是有界线性算子，当且仅当它是连续线性算子。

## 性质
连续线性算子将有界集映射到有界集。 一个线性泛函是连续的，当且仅当其核是闭集。所有有限维空间上的线性泛函是连续的。
以下是等价的：给定拓扑空间X和Y之间的线性算子A：
1. A在X中的0点处连续。
2. A在X中的某点{\displaystyle x_{0}}
3. A在X中的所有点处连续。

证明用到在线性拓扑空间中的开集的平移仍然是开集，以及等式
{\displaystyle A^{-1}(D)+x_{0}=A^{-1}(D+Ax_{0})\,\!}
对于Y中的任意集合D和X中的任意x0成立，这是由于A的可加性。